# 큐플렉스
큐플렉스(Q-Flex)는 LNG선의 한 유형으로, 특히 멤브레인 방식의 액화천연가스 운반선이다.

## 기술 개요
큐플렉스 선박은 기존의 증기 터빈보다 더 효율적이고 환경친화적인 두 개의 저속 디젤 엔진으로 추진된다. 큐플렉스 운반선에는 증발 가스(Boil off Gas, 약칭BOG)를 처리하고 액화한 후 LNG를 화물 탱크로 되돌리는 온보드 재액화 시스템이 장착되어 있다. 온보드 재액화 시스템은 LNG 손실을 줄여 경제적, 환경적 이점을 제공한다. 전반적으로 큐플렉스 운반선은 기존 LNG 운반선보다 에너지 요구사항과 탄소 배출량이 약 40% 낮은 것으로 추정된다.
큐플렉스 선박의 용량은 165,000㎥에서 216,000㎥ 사이이다. 큐맥스형((Q-Max) 운반선이 취역하기 전까지는 기존 LNG 운반선의 1.5배에 달하는 용량으로 세계 최대의 LNG 운반선이었다.

## 계약자
최초의 큐플렉스 LNG 운반선은 2007년 말 현대중공업에 의해 인도되었다. 설치된 재액화 시스템은 Hamworth가 개발 및 인도하고, DNV의 승인과 인증을 받았다. 큐플렉스 LNG 운반선도 대우조선해양과 삼성중공업이 건조하고 있다.

## 선박
2022년 현재 31척의 큐플렉스 LNG 운반선이 취항하고 있다.
 이 모든 선박은 카타르 가스 운송 회사(Nakilat)가 설립한 지주 회사와 Pronav, MOL, K-Line, Teekay 및 NYK와 같은 다른 운송 회사가 소유하고 있으며, 그들은 카타르의 LNG 생산업체인 카타르가스에 용선되었다.